# Velká Lhota (Volfířov)

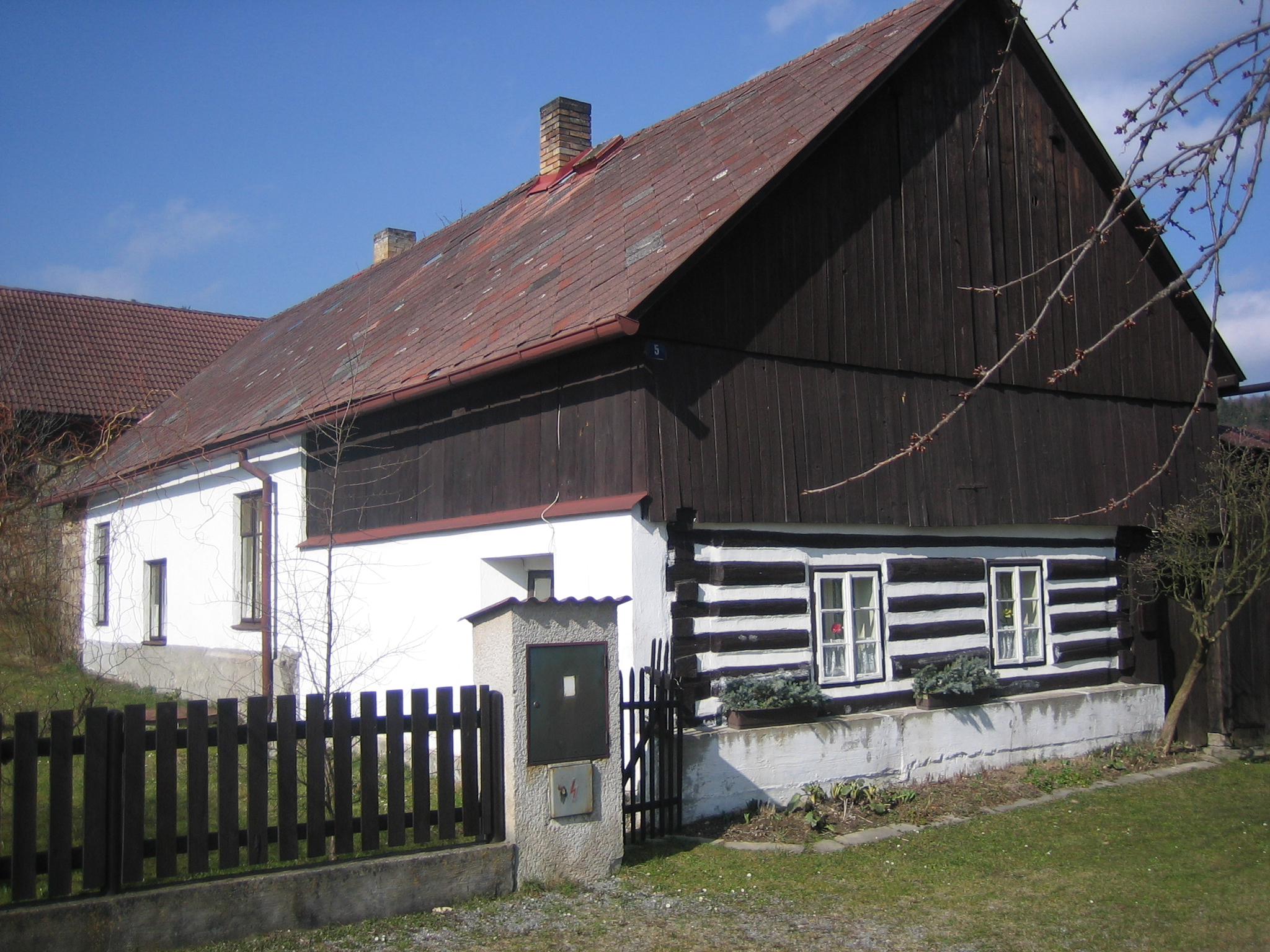
Chaluppe Nr. 5

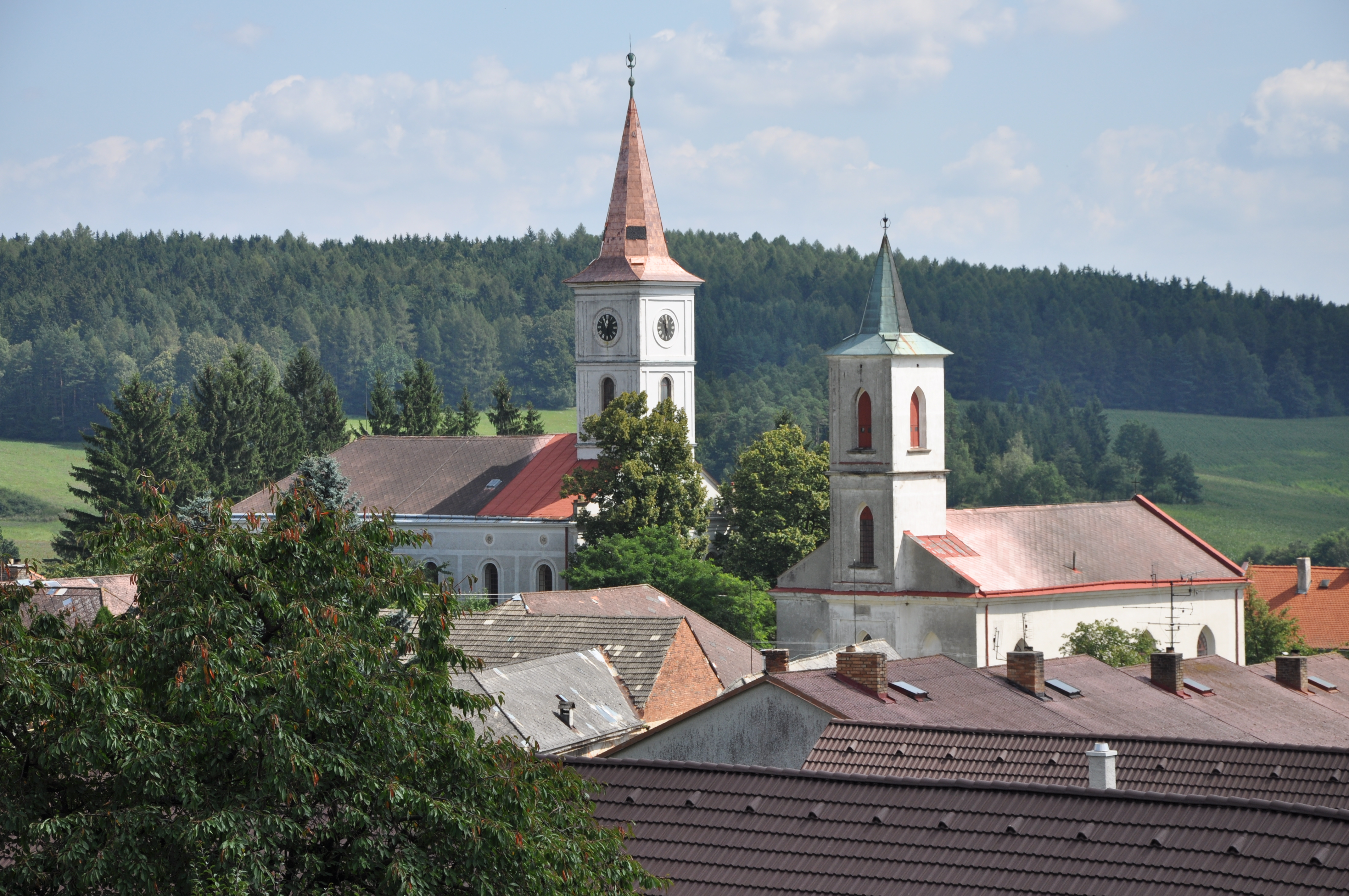
Evangelische Kirchen

Velká Lhota (deutsch Groß Lhota, älter Groß Lhotta) ist ein Ortsteil der Gemeinde Volfířov (Wolfers) in Tschechien. Er liegt jeweils zehn Kilometer südwestlich von Telč (Teltsch) bzw. nordwestlich von Dačice (Datschitz) und gehört zum Okres Jindřichův Hradec.

## Geographie
Das Reihendorf Velká Lhota erstreckt sich am Abfall der Javořická vrchovina zur Dačická kotlina (Datschitzer Becken). Am östlichen Ortsrand fließt der Bach Volfířovský potok, am westlichen der Radvání potok; beide Bäche vereinigen sich am südlichsten Punkt der Gemarkung. Nördlich erheben sich der Pivničky (760 m n.m.), der Hradisko (760 m n.m.) und die Horka (732 m n.m.), im Nordosten der Hřeben (675 m n.m.), der Bradlo (672 m n.m.) und der Pahorek (645 m n.m.), östlich der Řečický vrch (639 m n.m.) und der Babí vrch (611 m n.m.), im Süden der Radvaní (643 m n.m.), südwestlich die Vrchy (670 m n.m.) und im Nordwesten der Pivník (698 m n.m.). Velká Lhota liegt im Naturpark Javořická vrchovina. Durch den Ort verläuft die Staatsstraße II/408 zwischen Dačice und Horní Němčice.
Nachbarorte sind Poldovka im Norden, Olší und Sádky im Nordosten, Bukovská und Řečice im Osten, Lipová, Šach und Volfířov im Südosten, Radlice im Süden, Heřmaneč im Südwesten, Brandlín im Westen sowie Horní Němčice und Skrýchov im Nordwesten.

## Geschichte
Der Ort wurde im Zuge der Rodung der Wälder unterhalb Jaborschützer Berge angelegt. Die erste urkundliche Erwähnung des Dorfes erfolgte 1385 unter dem Namen Rosetsch (Rozseč) im Zuge eines Vergleichs zwischen den Vettern Heinrich dem Jüngeren von Neuhaus und Hermann von Neuhaus wegen der Güter Bielkau und Sternberg unter den Besitzungen der Burg Sternberg. Heinrich III. von Neuhaus überschrieb 1392 das von seinem Bruder Heinrich dem Jüngeren geerbte Gut Sternberg im Austausch gegen eine Hälfte von Zlabings landtäflig dem Hermann von Neuhaus. Dieser überschrieb 1398 Sternberg und weitere Güter seiner Tochter Elisabeth/Eliška († 1417) und deren Ehemann Johann von Krawarn-Krumau erblich als Heiratsgut. Der Ortsname Lhota ist erstmals 1404 nachweislich und wurde danach alternativ zu Rozseč verwendet. Um 1410 gehörte das Gut Sternberg der Witwe Elisabeth und deren Sohn Benedict von Krawarn-Krumau (Benešek z Kravař). Im Jahre 1414 verglichen sich Ulrich und Johann d. Ä. von Neuhaus darüber, dass Ulrich nach Benedicts Tod Bielkau und Johann d. Ä. Sternberg übernehmen solle. Wenig später verkauften Benedict von Krawarn und seine Mutter das Gut Sternberg an Ulrich von Neuhaus, der es 1415 dem Heinrich von Neuhaus überschrieb. Die Niedere Gerichtsbarkeit oblag dem Erbrichter von Schach. Nach der Zerstörung der Burg Sternberg im Jahre 1423 durch die Hussiten unter Jan Hvězda z Vícemilic schlug Anna von Neuhaus die zugehörigen Dörfer der Herrschaft Teltsch zu. Im 16. Jahrhundert wurde das Dorf Lhota-Roseč bzw. Lhota bezeichnet. Der Besitzer der Herrschaft Teltsch Adam I. von Neuhaus überschrieb 1515 seinen Radkovcův dvůr genannten Erbhof in Lhota unter Vorbehalt eines Vorkaufsrechtes für geleistete treue Dienste erblich dem Vladiken Stillfried von Lukavec. Dieser veräußerte den Hof zwei Jahre später für 400 Meißnische Schock an den Bürgermeister und den Rat in Teltsch. Einen weiteren - nach dem Tode von Jan Dvořák heimgefallenen - Hof in Lhota bzw. Roseč verkaufte Adam I. im Jahre 1526 für 50 Schock Groschen dem Schreiber der Herrschaft Teltsch, Matouš Špetle von Obrvaň, der ihn 1543 sehr gewinnbringend für 430 Meißnische Schock dem Bürgermeister und Rat in Teltsch veräußerte. Die Stadt Teltsch vereinigte ihre beiden Höfe in Lhota; wegen der schlechten Erreichbarkeit aus der Stadt war der Teltscher Gemeindehof in Lhota zumeist verpachtet, ansonsten durch einen Schaffer verwaltet. Im Urbar der Herrschaft Teltsch von 1575 sind für Lhota-Roseč ein Herrenhof (Teltscher Gemeindehof) sowie elf Bauerngüter aufgeführt; zum Hof gehörten nach den Fischereiregistern drei Fischteiche (Velký rybník, Poboční rybník und Podmostní rybník). Nach dem Tod des letzten männlichen Nachkommen der Herren von Neuhaus, Joachim Ulrich von Neuhaus, erbte dessen Besitzungen 1604 seine Tochter Lucie Ottilie, die seit 1602 mit Wilhelm Slawata verheiratet war. Im 17. Jahrhundert wurde der Ort auch Lhota u Řečice genannt, später erhielt er zur besseren Unterscheidung von Klein-Lhota den Namen Groß-Lhota. Nach dem Tod des letzten Grafen Slavata von Chlum und Koschumberg fiel Groß-Lhota als Teil der Herrschaft Teltsch 1702 an Franz Anton von Liechtenstein-Kastelkorn, dessen gleichnamiger Enkel die Herrschaft 1754 an Alois Podstatský von Prusinowitz vererbte. Am 30. Juni 1756 verkaufte die Stadt Teltsch den Gemeindehof in Groß-Lhota einschließlich den drei Teichen gegen Übernahme von städtischen Schuldverschreibungen für 2000 Gulden an die Herrschaft Teltsch.
Nach dem Josephinischen Toleranzpatent von 1781 bildete sich in Groß-Lhota eine Gemeinde der Evangelischen Kirche A.B. mit einem weiten Sprengel, die am 18. Mai 1782 die Erlaubnis zum Bau eines Toleranzbethauses und eines Pfarrhauses mit Schulsaal erhielt, das am 26. September 1784 geweiht wurde. Im selben Jahre wurde am westlichen Ortsrand - über dem Tal des Radvání potok - ein evangelischer Friedhof angelegt. In Folge eines Streits zwischen der Kirchgemeinde und ihrem ersten Pastor Daniel Bočko, der sowohl die Abhaltung des Heiligen Abendmahls nach der Tradition der Böhmischen Brüder als auch den Gebrauch deren Gesangbuches verweigerte, kam es 1787 zur Gemeindespaltung, wobei zwei Drittel der Gemeindeglieder zur Evangelischen Kirche H.B. übertraten und eine neue Kirchgemeinde gründeten. Sowohl die Helvetische als auch die Augsburgische Gemeinde hielten – zu unterschiedlichen Uhrzeiten – im Bethaus ihre Gottesdienste ab. Die Zustände in der unzureichenden Schule waren chaotisch; hinzu kam noch, dass die Helvetische Gemeinde dem zur Gemeinde A.B. gehörigen Lehrer Jan Fryček vorwarf, sich schlecht gegenüber ihren Kindern zu benehmen. Anscheinend waren auch die Augsburgischen mit ihrem Lehrer nicht zufrieden; am 21. Mai 1788 erklärten die Vertreter beider Konfessionen gegenüber dem Vertreter der Schulkommission des Iglauer Kreises ihren Wunsch nach einem katholischen Lehrer. Obwohl Fryček in dieser Zeit zum Katholizismus konvertierte, wurde ein anderer Lehrer in Groß-Lhota eingesetzt. Zwischen 1789 und 1790 errichtete die Helvetische Gemeinde gegenüber dem Pfarrhaus der Augsburgischen Gemeinde ihr Pfarrhaus sowie eine Religionsschule (Haus Nr. 38). Im Jahre 1791 lebten in den 34 Häusern von Groß-Lhota 239 Personen. Zum Dorf gehörten 160 Joch mit Steinen durchsetztes sandiges Ackerland sowie einige Wiesenflächen. 1798 ließ der Besitzer der Herrschaft Teltsch, Leopold Franz Graf von Podstatzky-Liechtenstein, den Meierhof Groß-Lhota aufheben und auf emphyteutisierten Meierhofsfluren die Kolonie Leopoldsdorf anlegen. 
Im Jahre 1835 bestand das im Iglauer Kreis an der Straße von Datschitz nach Studein gelegene Dorf Groß-Lhota bzw. Lhota welka aus 39 Häusern mit 259 mährischsprachigen und protestantischen Einwohnern, davon 196 Helvetischen und 63 Augsburgischen Bekenntnisses. Die vier Familianten, die das Meierhofsgebäude bewohnten, wurden der Kolonie Leopoldsdorf zugerechnet. Im Ort gab es zehn Bauern (Halbhüfner), ansonsten Häusler, ein evangelisches Bethaus, zwei evangelische Pastorate sowie eine Trivial- und eine Mittelschule, die von den Schulgemeinden unterhalten wurden. Als katholischer Pfarrort war Wolfirsch ausgewiesen; dies war jedoch rein formell, da in Groß-Lhota zu dieser Zeit kein einziger Katholik lebte. 1838 errichtete die Kirchgemeinde H.B. ein neues Pfarrhaus. Bis zur Mitte des 19. Jahrhunderts blieb das Dorf der Fideikommissherrschaft Teltsch untertänig, Besitzer waren die Grafen von Podstatzky-Liechtenstein.
Nach der Aufhebung der Patrimonialherrschaften bildete Velká Lhota / Groß-Lhota mit dem Ortsteil Poldovka / Leopoldsdorf ab 1849 eine Gemeinde im Gerichtsbezirk Datschitz. Das Schulhaus der Helvetischen Religionsschule wurde in dieser Zeit umgebaut, 1862 wurde in Radlice eine Expositur eingerichtet. Zwischen 1867 und 1873 errichtete die Evangelische Gemeinde H.B. ein eigenes Kirchengebäude. Ab 1869 gehörte Velká Lhota zum Bezirk Datschitz. Zu dieser Zeit hatte das Dorf 283 Einwohner und bestand aus 42 Häusern. Die Augsburger Gemeinde ließ 1876 das alte Bethaus zu einem repräsentativen Kirchengebäude mit Turm erweitern. Im Jahre 1877 wurden die Religionsschule in Velká Lhota als auch die konfessionellen Sonntagsschulen in Heřmaneč und Sumrakov aufgehoben; in Velká Lhota entstand eine staatliche Schule für die Kinder der Gemeinde. 1890 wurde im Haus Nr. 22 ein Postamt eingerichtet. Im Jahre 1900 lebten in Velká Lhota 236 Personen, 1910 waren es 249. Nach dem Zusammenbruch der k.k. Monarchie wurde das Dorf 1918 Teil der neu gebildeten Tschechoslowakei. Beide evangelischen Kirchgemeinden wurden im Dezember 1918 im Zuge der Fusion der Evangelischen Kirchen A.B. und H.B. zur Evangelischen Kirche der Böhmischen Brüder (EKBB) zu einer Pfarrei vereinigt. Beim Zensus von 1921 lebten in den 56 Häusern der Gemeinde Velká Lhota / Groß-Lhota 301 Tschechen, davon 244 in Velká Lhota (44 Häuser) und 57 in Poldovka (12 Häuser). Nach der Konfession gehörten 225 Einwohner von Velká Lhota zur EKBB, die übrigen 19 waren katholisch. Im Jahre 1930 bestand Velká Lhota aus 48 Häusern und hatte 209 Einwohner. Zwischen 1939 und 1945 war die Gemeinde Teil des Protektorats Böhmen und Mähren. Nach dem Ende des Zweiten Weltkrieges wurde Velká Lhota wieder Teil der Tschechoslowakei. Im Jahre 1950 lebten in den 53 Häusern von Velká Lhota 203 Personen. 1961 erfolgte die Umgliederung in den Okres Jindřichův Hradec. Im Jahre 1970 hatte Velká Lhota 163 Einwohner. Zum 30. April 1976 erfolgte die Eingemeindung nach Volfířov. Im Jahre 1991 lebten in den 63 Wohnhäusern von Velká Lhota 186 Personen. Beim Zensus von 2011 bestand das Dorf aus 62 Häusern und hatte 154 Einwohner. In Velká Lhota gibt es eine Grundschule, einen Kindergarten, ein Kulturhaus und eine Außenstelle der Gemeindebücherei.

## Ortsgliederung
Der Katastralbezirk Velká Lhota u Dačic umfasst die Ortsteile Poldovka und Velká Lhota.

## Sehenswürdigkeiten
- Obere Kirche, auch Helvetische Kirche. Der historistische Bau wurde zwischen 1867 und 1873 für die Evangelische Gemeinde H.B. errichtet. Seit Ende 1918 gehört das Kirchengebäude zur Evangelischen Kirche der Böhmischen Brüder (EKBB).
- Untere Kirche, auch Augsburger Kirche. Der neogotische Bau entstand 1876 vis-a-vis der Helvetischen Kirche als Kirche der Evangelischen Gemeinde A.B. anstelle des Toleranzbethauses. Seit Ende 1918 gehört das Kirchengebäude zur Evangelischen Kirche der Böhmischen Brüder.
- Oberes Pfarrhaus (Haus č.p. 37), der eingeschossige klassizistische Bau wurde 1838 durch die Helvetische Gemeinde errichtet.
- Unteres Pfarrhaus (Haus č.p. 31), es wurde 1782 errichtet diente bis 1918 der Augsburgischen Kirche als Pfarrhaus. Heute dient es der EKBB als Winterkirche.
- Chaluppe č.p. 5 mit gezimmerter Blockstube
- Steinernes Gedenkkreuz für den am 14. Mai 1945 ermordeten Josef Hynek aus Poldovka, am Südhang des Hradisko
- Lehrpfad Valdenské a české reformace (Waldenser und tschechische Reformation), er führt von Velká Lhota über Poldovka, Brandlín, Klepákův Mlýn, Radlice und Šach wieder zurück nach Velká Lhota

## Söhne und Töchter des Ortes
- Zdeněk Tvrz (1902–1942), tschechoslowakischer Militärangehöriger und Widerstandskämpfer